# Erinnyis alope
The Alope Sphinx (Erinnyis alope) là một loài bướm đêm thuộc họ Sphingidae. Nó sống ở phía bắc Nam Mỹ, qua Trung Mỹ, đến Bắc México và gần phía nam của Hoa Kỳ. Ấu trùng ăn đu đủ (Carica papaya), Nettlespurge (Jatropha), và Allamanda (Allamanda).

## Phụ loài
- Erinnyis alope alope
- Erinnyis alope dispersa Kernbach, 1962

## Hình ảnh

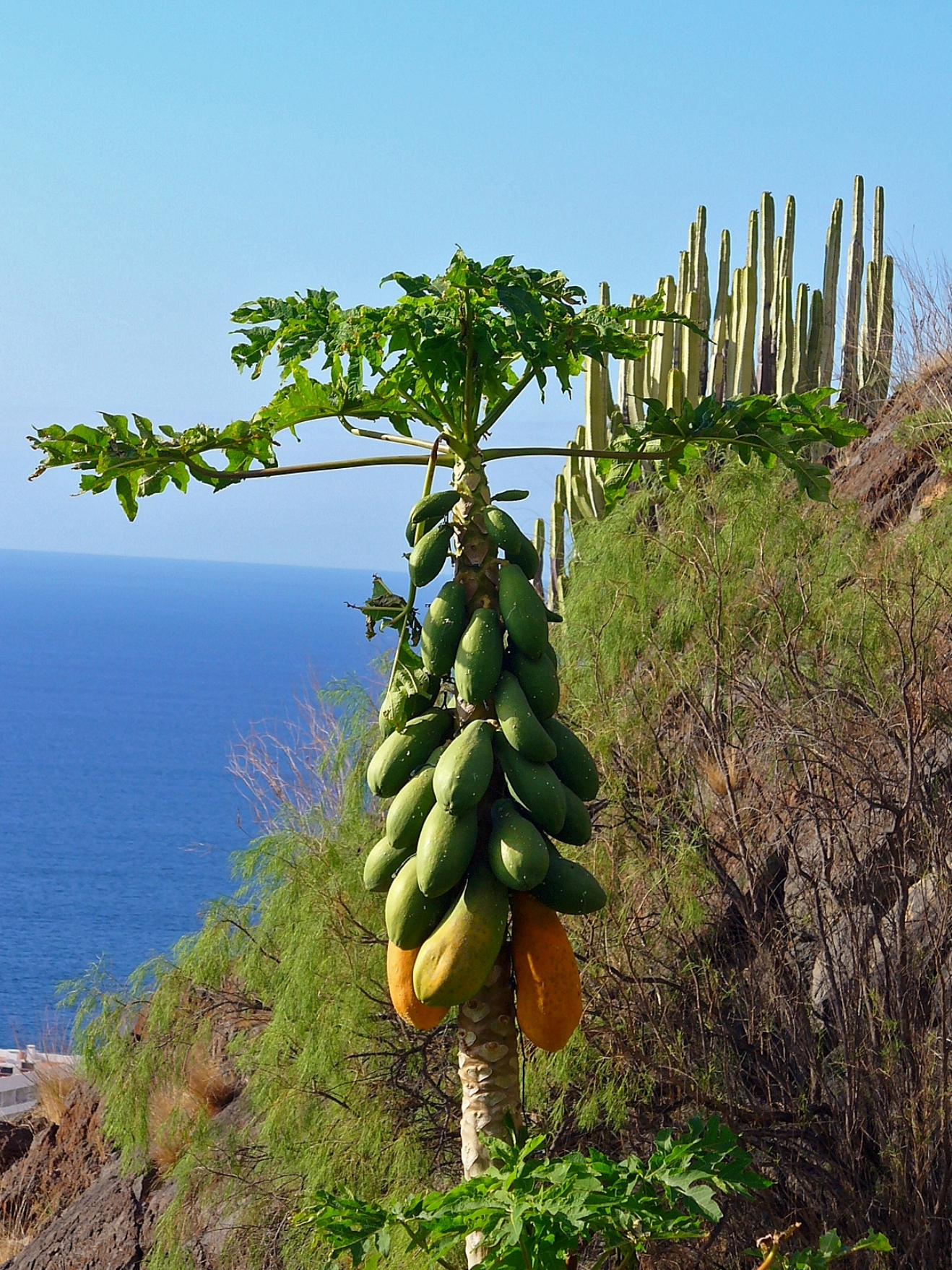
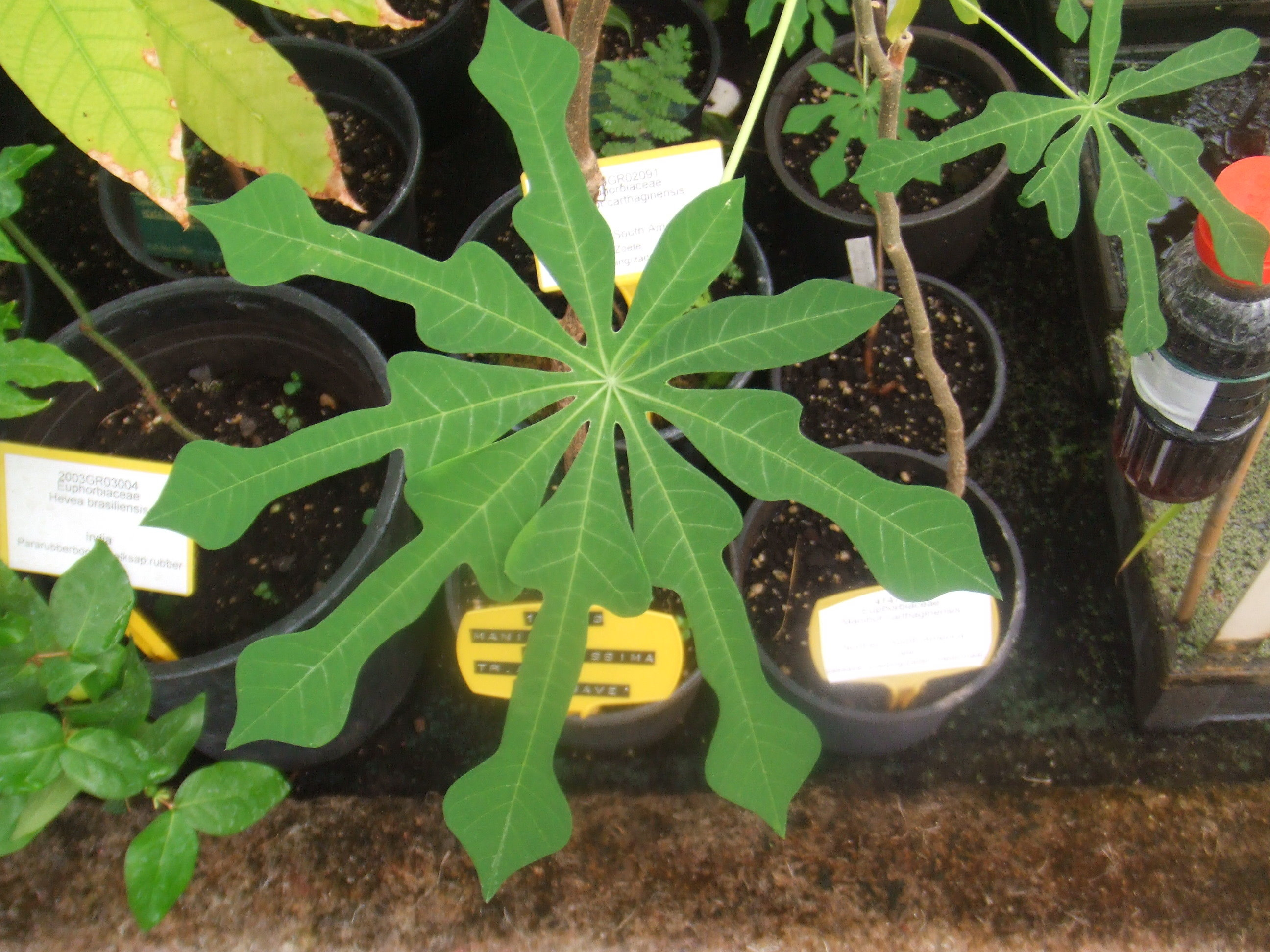
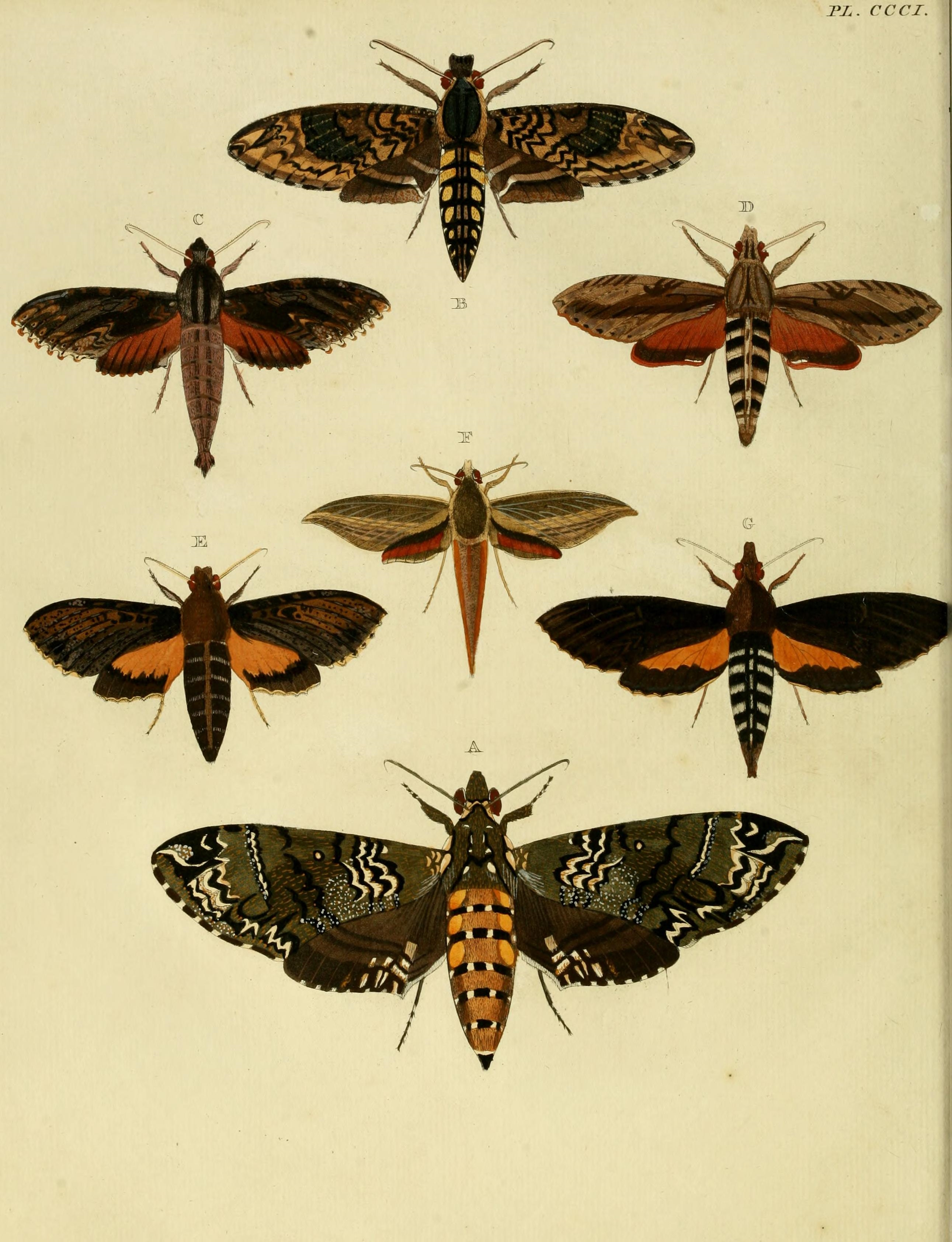